# 徐祝庆
徐祝庆（1943年8月—2022年1月5日），男，江苏海安人，中国出版工作者，曾任《中国青年报》社社长，第十二、十三届团中央常委，第七、八、九届全国政协委员。

## 生平
1967年9月毕业于上海复旦大学中文系。后到人民日报社国际部工作。1974年1月调入中国青年报社。1983年任中国青年报副总编辑，1986年起任总编辑，1988年起任社长兼总编辑，1999年起任社长。
退休后任中华慈善总会新闻界志愿者慈善促进工作委员会副会长。
2022年1月5日凌晨4时25分，因病医治无效在北京去世。